# مجمع جهانی ترابری
مجمع جهانی ترابری (به انگلیسی:International Transport Forum) با سرواژه: ITF، یک سازمان بین دولتی در سیستم OECD (سازمان همکاری و توسعه اقتصادی) است. این تنها نهاد جهانی است که برای همه شیوه‌های حمل و نقل وظیفه و اختیار قانونی دارد. این سازمان به عنوان یک اندیشکده برای مسائل سیاست ترابری عمل می‌کند و اجلاس جهانی سالانه وزرای حمل و نقل و ترابری کشورها را سازماندهی می‌کند. شعار ITF «گفتگوی جهانی برای حمل و نقل بهتر» است. بین سالهای ۱۹۵۳ تا ۲۰۰۷ میلادی، این سازمان بیش از پنجاه سال به عنوان کنفرانس وزرای حمل و نقل اروپا (ECMT؛ انگلیسی:European Conference of Ministers of Transport فرانسوی: Conférence européenne des ministres des Transports‎ با سرواژه: CEMT وجود داشت.

## کشورهای عضو
| - آلبانی - آرژانتین - ارمنستان - استرالیا - اتریش - جمهوری آذربایجان - بلاروس - بلژیک - بوسنی و هرزگوین - بلغارستان - کامبوج - کانادا - چین - شیلی - کلمبیا - کرواسی - جمهوری چک - دانمارک - استونی - فنلاند - فرانسه - گرجستان | - آلمان - یونان - مجارستان - ایسلند - هند - جمهوری ایرلند - اسرائیل - ایتالیا - ژاپن - قزاقستان - کره جنوبی - لتونی - لیختن‌اشتاین - لیتوانی - لوکزامبورگ - مقدونیه شمالی - مالت - مکزیک - مولدووا - مغولستان - مونته‌نگرو | - مراکش - هلند - نیوزیلند - نروژ - لهستان - پرتغال - رومانی - روسیه - صربستان - اسلواکی - اسلوونی - اسپانیا - سوئد - سوئیس - تونس - ترکیه - امارات متحده عربی - اوکراین - بریتانیا - ایالات متحده آمریکا - ازبکستان |